# Chrysiptera albata
Chrysiptera albata är en fiskart som beskrevs av Allen och Bailey 2002. Chrysiptera albata ingår i släktet Chrysiptera och familjen Pomacentridae. Inga underarter finns listade i Catalogue of Life.